# Tavasternas uppror
Tavasternas uppror, även kallat Hämeupproret, är känt från ett brev från påven Gregorius IX till ärkebiskopen av Uppsala från 9 december 1237.
Enligt brevet hade tavasterna i Finland återgått till sin egen religion sedan de kristnats, och förstörde kyrkan i Häme. Brevet beskriver övergrepp som "hedningarna" påstås ha begått, vilket har beskrivits av moderna forskare som religiös propaganda. 
Gregorius IX uppmanar i brevet kristna att beväpna sig mot hedningarna i Tavastland. Detta brev föregick det andra svenska korståget, som ägde rum strax efter.